# 프리덤 코커스
프리덤 코커스(Freedom Caucus)는 미국 공화당 내 강경 우익 성향의 하원의원들의 모임이다. 2015년 1월 결성되어 '작은 정부론, 세금 감면, 개인의 자유'라는 우익적 가치를 내걸고, 이들은 버락 오바마 대통령과 민주당을 상대로 정부의 셧다운까지도 불사하는 강경한 우익의 입장을 보이고 있다. 짐 조던, 믹 멀베이니, 마크 메도스 등 9명이 모여 창설되었으며 현 위원장은 앤디 빅스다. 공개된 소속 의원은 지도부 9명뿐이나 결성 1년 만에 40명 가까이 멤버가 불어나 크게 성장하고 있다.

## 같이 보기
- 미국 민주당의 분파
  - 콩그레셔널 프로그레시브 코커스 (Congressional Progressive Caucus) - 진보주의, 사회자유주의, 사회민주주의 분파
  - 청견민주 (Blue Dog Democrats) - 자유보수주의 분파
  - 데모크래틱 프리덤 코커스 (Democratic Freedom Caucus) - 진보주의적 자유지상주의 분파
  - 신민주연합 - 제3의 길 분파
- 미국 공화당의 분파
  - 공화당 연구위원회 (Republican Study Committee) - 공화당 내 보수주의 분파
  - 화요일 그룹 (Tuesday Group) - 중도 자유주의 분파
  - 공화당 메인 스트리트 파트너십 (Republican Main Street Partnership) - 중도 보수주의 분파
  - 프리덤 코커스 (Freedom Caucus) - 자유지상주의 분파
  - 티 파티 코커스 (Tea Party Caucus) - 티 파티 운동 분파
  - 리버티 코커스 (Liberty Caucus) - 자유지상주의 분파